# Labastidette
Labastidette – miejscowość i gmina we Francji, w regionie Oksytania, w departamencie Górna Garonna.
Według danych na rok 1990 gminę zamieszkiwało 980 osób, a gęstość zaludnienia wynosiła 156 osób/km² (wśród 3020 gmin regionu Midi-Pireneje Labastidette plasuje się na 347. miejscu pod względem liczby ludności, natomiast pod względem powierzchni na miejscu 1385.).